# Кућа Радивојчића у Липљу
Кућа Радивојчића у Липљу, Општина Љиг, убраја се у споменике културе од великог значаја.

## Историјат и изглед куће
Јеврем Радивојчић је у суседном селу Дудовица купио качару 1860. године за потребе задружног бачила које се налазило на данашњем месту удаљеном око 4 километра од породичне куће. Качара је, према казивању, била урађена од масивних талпи са двоја наспрамно постављена врата за колски пролаз. Радивојчићи су тада имали велику задругу, око 36 чланова велико имање и доста стоке. После неког времена пренесена качара преправљена је у полубрвнару, при чему се на западној страни формирају три зидане собе, једна већа и три мање, све три са директним улазом из “куће”. “Кућа” при том остаје од талпи а велико огњиште, оивичено циглама на кант, налазило се на истом месту где је и данас. Под у кући је од земље, а у собама од цигала. За велику собу се памти да је у њој била икона и кандило и да је имала велику трпезу. Између ње и следеће мање собе је постојао мали прозор, на коме је по сећању стајала лампа за осветљење обе просторије. Поред ове куће ту су се налазила и два млекара, два коша, велика штала, наслон за кола, амбар са четири окна, хлебна пећ, гумно. После 1918. године , задруга Радивојчића остаје без мушких чланова који су изгинули у претходним ратовима, па ову окућницу деобом задругара, којим се по договору дели цела кућа на две одвојене стамбене целине при чему се у другом одвојеном делу формира још једно огњиште. За разлику од уобичајених деоба, ове деве јетрве живеле су у слози, па су оставиле врата на новом преградном зиду куће. Кућа је имала још једну измену око 1955. – 1960. при чему је преостали дрвени део куће промењен у зидани. Формиране су тада и нове унутрашње преграде, придодат јој је и мали трем, а нешто касније од једног дела трема основана је летња кухиња. 

На четворосливним благим кровним површинама покривеним ћерамидом, доминира централни велики оџак. Ова фаза развоја качаре и данас је сачувана и доскора је коришћена као кућа за одмор, а сада је без функције и зарасла у коров. Чињенице о функционалном и хоризонталном развоју куће је за сада заснован на сећањима наследника, која би требало проверити детаљним истраживањима споменика. 

Кућа Радивојчића има велика споменичка својства јер нам сведочи о друштвеним, економскими културним условима живљења на селу више од једног столећа. Ово је за сада јединствен пример на који смо наишли да се од помоћне економске зграде (качаре) развија стамбени простор који изражава виши степен обликовања просторног решења тога времена. Типолошки она је у једној фази развоја била наближа развијеним полубрвнарама (четвороделним) које су биле ређе у овим крајевима а уникатном у том типу у исто време , јер чини њен тртем и благи нагиб кровних површина. Кућа Радивојчића има велику етнолошко-архитектонску документарну вредност. Својим изгледом послужила је као инспирација неким архитектонским естетама који негују традиционално народно градитељство у савременом начину грађења.